# Stadion am Löschenhofweg
Das Stadion am Löschenhofweg, auch bekannt als Stadion im Covestro Sportpark (früher: Bayer Sportstadion), ist ein Fußballstadion mit Leichtathletikanlage im Stadtteil Uerdingen der nordrhein-westfälischen Stadt Krefeld im Covestro Sportpark (benannt nach dem Werkstoffhersteller Covestro), dessen Nutzer und Besitzer der Sportclub Krefeld 05 ist. Der Deutsche Cricket Bund betreibt hier mit dem Bayer Uerdingen Cricket Ground einen Bundesstützpunkt, an dem auch Länderspiele der deutschen Nationalmannschaft ausgetragen werden.

## Geschichte

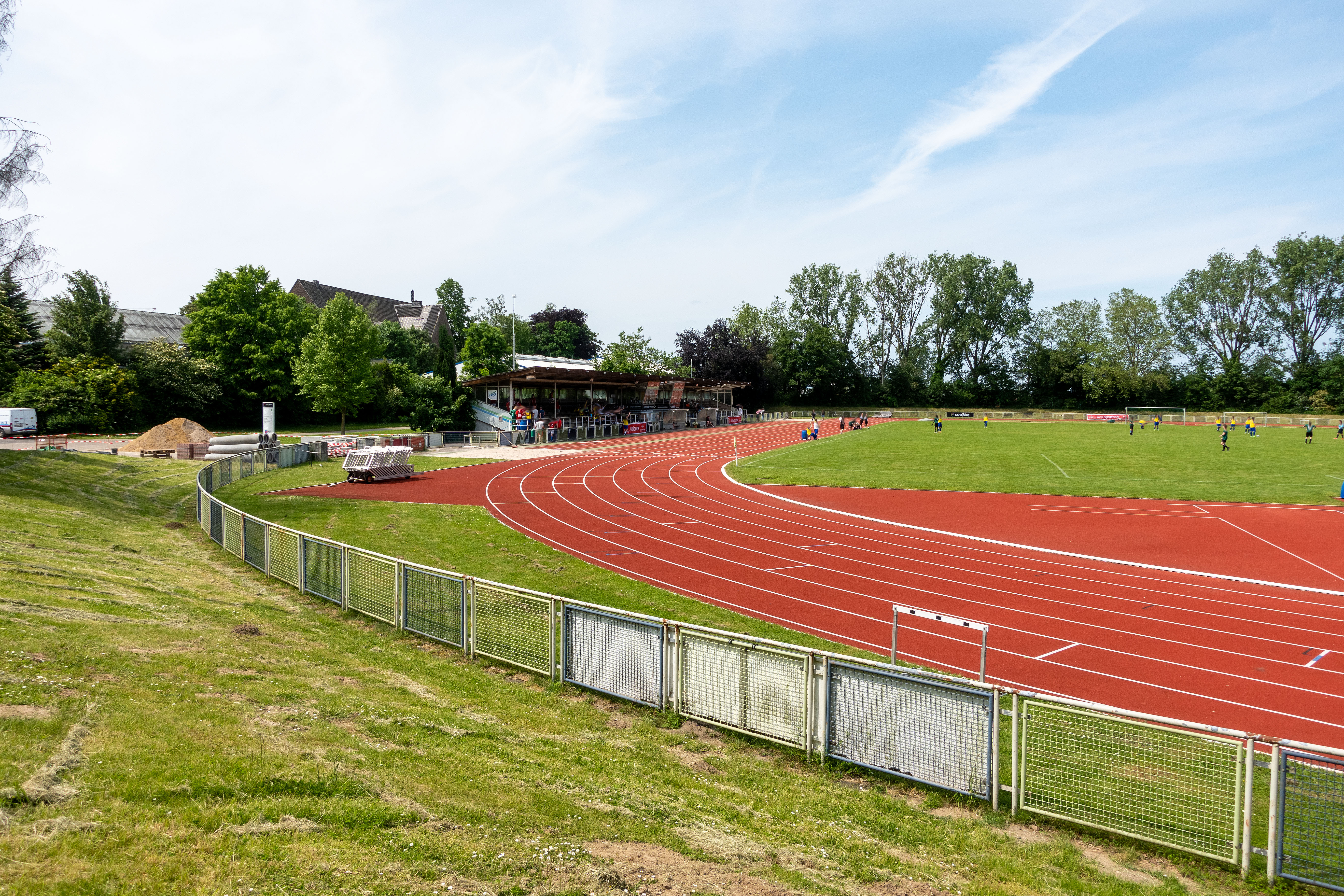
Stadion am Löschenhofweg – Laufbahn mit Tribüne

Nach der Fusion der Betriebssportgemeinschaft der Bayer AG und dem FC Uerdingen 05 (heute KFC Uerdingen 05) zum FC Bayer 05 Uerdingen im Jahre 1953 wollte man ein Stadion bekommen. Allerdings wurde mit dem Bau erst 1962 begonnen. Die Fußballer des Vereins blieben aber nur bis 1971, sie zogen nach dem Einzug ins Profigeschäft ins Grotenburg-Stadion. Die Amateurfußballer verblieben am damaligen Stadion am Löschenhofweg, bis der spätere KFC Uerdingen 05 die Anlage um die Jahrtausendwende verlassen musste. Indes wurde das Stadion zu einem Leichtathletikstützpunkt ausgebaut. Im Jahre 1985 fand hier sogar der Europacup der Mehrkämpfer statt. Seit einiger Zeit trägt die Fußballabteilung des SC Bayer 05 Uerdingen hier ihre Heimspiele aus.

## Cricketfeld
Seit Ende 2020 besteht auf dem Gelände des Sportparks ein Bundesstützpunkt des Deutschen Cricket Bunds. Dieser dient unter anderem als Trainingslager und zur Austragung von Länderspielen und Meisterschaftsendspielen. Das erste offizielle Länderspiel auf dem Bayer Uerdingen Cricket Ground fand am 8. Juli 2021 als WTwenty20 zwischen den Frauen aus Deutschland und Frankreich statt. Deutschland gewann mit 9 Wickets. Das erste Länderspiel der Männer bestritten Deutschland und Norwegen am 5. August 2021 als Twenty20. Deutschland gewann mit 5 Wickets.
Im Juli 2024 war der DCB erstmals Gastgeber eines Turniers des International Cricket Council, als der Sub Regional Europe Qualifier B, die erste Phase der Qualifikation zum Twenty20 World Cup 2026, in Uerdingen ausgetragen wurde. Ursprünglich sollte jeweils die Hälfte der Spiele hier und auf der Innenfläche des GelsenTrabParks in Gelsenkirchen ausgetragen werden. Die zweite Spielfläche wurde vom ICC aber nicht abgenommen, sodass kurzfristig alle Spiele in Uerdingen stattfanden. Jersey gewann das Turnier, Deutschland belegte bei der Heimpremiere den 3. Platz und schied aus der WM-Qualifikation aus.